# Rasprava Chomskoga i Foucaulta
Rasprava Chomskoga i Foucaulta rasprava je o ljudskoj prirodi koju su vodili Noam Chomsky i Michel Foucault. Održala se 22. listopada 1971. na Tehničkom sveučilištu „Eindhoven” u Nizozemskoj, a počela je u 19:30. Na televiziji je prikazana šest dana poslije, također u 19:30. 
Nizozemski filozof Fons Elders pozvao ih je da rasprave o tome postoji li „urođena” ljudska priroda neovisna o ljudskome iskustvu i vanjskim utjecajima.

## Rasprava
Moderator rasprave ovako je sažeo njezinu temu: „Sva znanost koja se odnosi na čovjeka, od povijesti do lingvistike i psihologije, suočava se s pitanjem jesmo li na kraju krajeva proizvod svih vrsta vanjskih čimbenika ili, našim razlikama usprkos, posjedujemo ono što možemo nazvati zajedničkom ljudskom prirodom s pomoću koje se nazivamo ljudskim bićima.” Noam Chomsky i Michel Foucault zauzeli su suprotne stavove o tome pitanju. Chomsky je tvrdio da je ljudska priroda stvarna i povezao ju je s urođenim umnim strukturama, što je u skladu s njegovom teorijom o univerzalnoj gramatici. Foucault je istu pojavu objasnio nadovezavši se na ljudske društvene strukture.
Primjerice, premda je priznao da bi svaki pokušaj precizna predviđanja prirode postrevolucionarnog društva bio osuđen na propast, Chomsky je tvrdio da je i dalje vrijedno osmišljavati teorije. Iako ne mogu vjerno prikazati društvo u budućnosti, teorije i dalje nude ideje i omogućuju snalaženje onima koji sudjeluju u revolucionarnoj borbi. Foucault je na to odgovorio preispitujući temelje takvih teorija; izjavio je da načine na koje poimamo ljudsku prirodu stječemo iz vlastita društva, civilizacije i kulture. Oprimjerio je to spomenuvši marksizam iz kasnog 19. i ranog 20. stoljeća, za koji je izjavio da je pojam sreće preuzeo iz buržoazijskih svjetonazora, a to vrijedi i za naše poimanje seksualnosti, obiteljskoga života i estetike. Foucault je izjavio da, prihvatimo li određeno shvaćanje ljudske prirode, riskiramo ponovno uspostaviti stare odnose moći u postrevolucionarnome društvu, na što je Chomsky odgovorio: „Naše je shvaćanje ljudske prirode zasigurno ograničeno, pristrano, društveno uvjetovano, omeđeno našim karakternim manama i ograničenjima intelektualne kulture u kojoj živimo, ali je istovremeno od prijeke važnosti da znamo kamo valja ići, da znamo koje nemoguće ciljeve namjeravamo ostvariti ako već pokušavamo ostvariti neke moguće ciljeve.”
Tijekom rasprave Foucault je kritizirao ono što je nazivao skrivenom političkom moći naočigled neutralnih institucija. Izjavio je da se moć u europskim društvima doživljava kao nešto što pripada institucijama političke moći (npr. vladama) i povezanim dijelovima društva kao što su državni aparat, policija i vojska. Međutim, dodao je da institucije kao što su obitelj, škole, sveučilišta, medicina i psihijatrija također čuvaju moć jedne društvene klase i pritom isključuju drugu društvenu klasu. Komentirao je da je ključni zadatak intelektualaca kritizirati takve institucije: „Čini mi se da je pravi politički zadatak u društvu poput našega kritizirati rad institucija koje se naoko doimaju neutralnima i neovisnima; [treba ih] kritizirati i napasti tako da se razotkrije političko nasilje koje su oduvijek potajno provodile, što omogućuje borbu protiv takva rada.”
Chomsky je izjavio da se ne slaže s time samo u teoriji, nego i u praksi. Međutim, komentirao je da se u modernome društvu valja boriti protiv gospodarskih institucija kao što su financijske ustanove i međunarodne korporacije. Smatrao je da su takve institucije autokratske čak i kad tvrde da njima upravlja demokratsko tržište. Moć je predana vlasnicima i menadžerima kojih je manje, a radnici, kojih je više, zapravo ne mogu odlučivati o tome kako korporacija treba djelovati. Naposljetku je rekao da institucijama moć daju dominantne tržišne sile u nejednakim zapadnjačkim društvima.